# Erechthias mystacinella
Erechthias mystacinella är en fjärilsart som beskrevs av Walker 1864. Erechthias mystacinella ingår i släktet Erechthias och familjen äkta malar. Inga underarter finns listade i Catalogue of Life.

## Bildgalleri

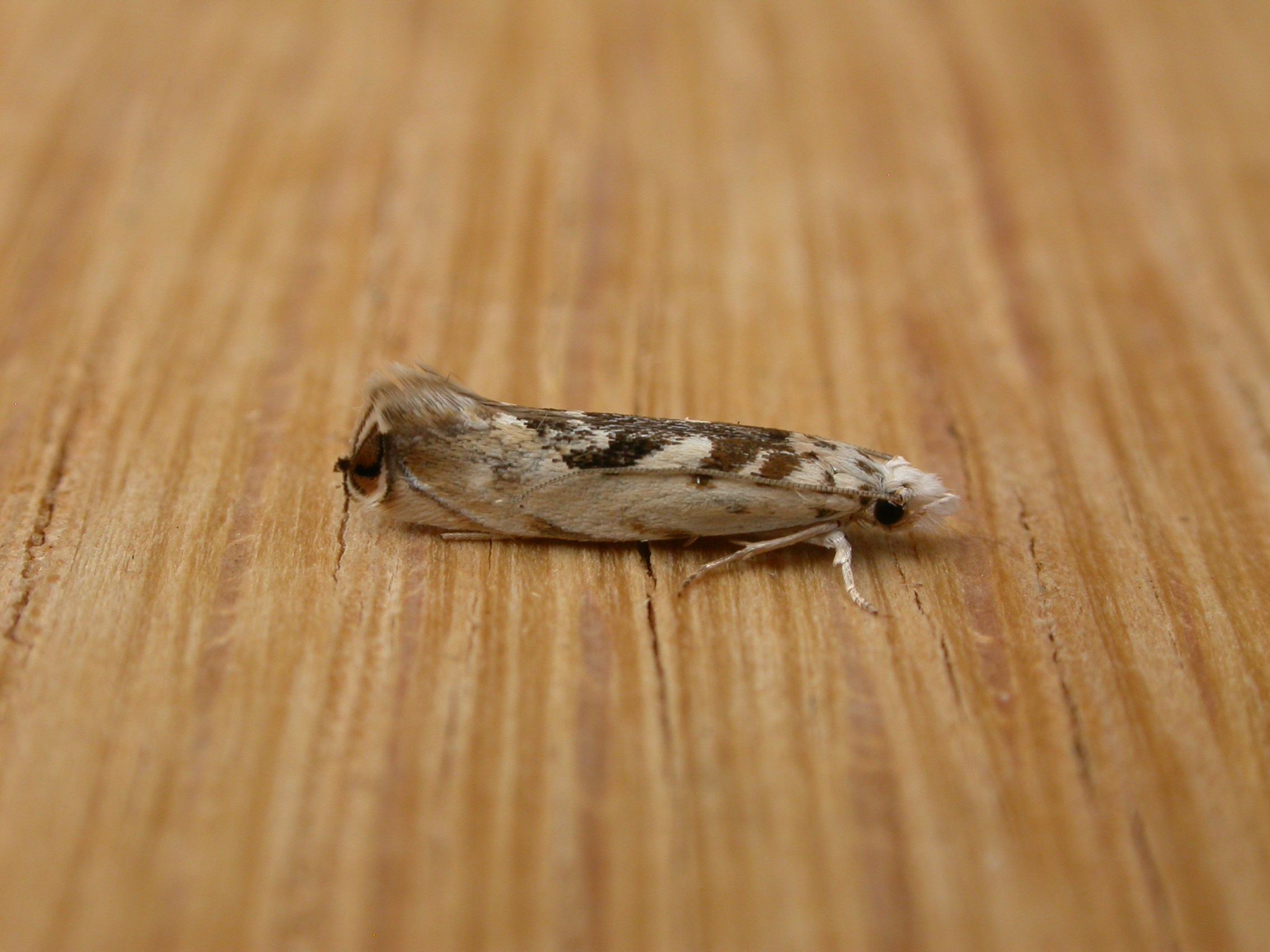